# Wisconsin
Wisconsin (tiếng Anh phát âm: /wɪsˈkɑːnsən/ⓘ) là một tiểu bang miền Trung Tây của Hoa Kỳ. Nền kinh tế vùng đồng quê vốn dựa vào lông thú, sau đó là khai thác gỗ, trồng trọt, chăn nuôi bò. Việc công nghiệp hóa bắt đầu vào cuối thế kỉ 19 tại vùng đông nam, với Milwaukee là một trung tâm chính. Trong những thập kỉ gần đây những kỹ nghệ dịch vụ, đặc biệt là giáo dục và y khoa, đã phát triển khá mạnh.
Từ lúc thành lập tiểu bang, Wisconsin đã là một cộng đồng đa chủng. Người Mỹ là nhóm người đầu tiên di cư đến đây từ New York và New England. Họ thống trị trong ngành công nghiệp nặng, tài chính, chính trị và giáo dục. Sau đó, nhiều người Âu Châu kéo đến, trong đó có người Đức, phần lớn đến giữa năm 1850 và 1900, những người Scandinavia (đa số là Na Uy) và một số ít người Bỉ, Hà Lan, Thụy Sĩ, Phần Lan, Ái Nhĩ Lan và các sắc dân khác. Đến thế kỷ 20, rất nhiều người Ba Lan và con cháu của những người nô lệ kéo đến, phần lớn định cư tại Milwaukee.
Thủ phủ của bang hiện nay là thành phố Madison.

### Thành phố
- Milwaukee
- Madison
- Green Bay
- Eau Claire
- Ladysmith

### Tôn giáo
Các giáo phái lớn nhất tại Wisconsin là: Công giáo, Lutheran Missouri Synod, Wisconsin Evangelical Lutheran Synod và ELCA Lutherans. Dân chúng tại Wisconsin theo các tôn giáo sau:
- Cơ-đốc giáo: 85%
  - Tin Lành: 55%
    - Lutheran: 23%
    - Giám Lý: 7%
    - Baptist: 6%
    - Trưởng Lão:2%
    - United Church of Christ: 2%
    - Những giáo phái Tin Lành khác: 15%

  - Công giáo: 29%
  - Các giáo phái Cơ-đốc giáo khác: 1%
- Những tôn giáo khác: 1%
- Không tôn giáo: 14%

## Giáo dục

### Đại học & Cao đẳng
Wisconsin cùng với tiểu bang Michigan và Minnesota, là những tiểu bang miền Trung Tây Midwestern Hoa Kỳ dẫn đầu về việc phát triển đại học tại tiểu bang sau cuộc nội chiến Hoa Kỳ. Đến đầu thế kỷ, việc giáo dục trong tiểu bang được xem là "lý tưởng của Wisconsin," nhấn mạnh đến mục đích phục vụ người dân, thể hiện qua những phong trào phát triển tại các trường đại học và cao đẳng vào thời đó.
Hiện nay, đại học công lập tại Wisconsin gồm 26 trường thuộc hệ thống đại học Wisconsin, đặt thủ phủ tại Madison, và 16 trường thuộc hệ thống Cao đẳng Kỹ thuật Wisconsin hợp tác với viện Đại học Wisconsin - Madison. Một số trường đại học và cao đẳng tư đáng lưu ý gồm có: Marquette University, Milwaukee School of Engineering, Medical College of Wisconsin, Beloit College, và Lawrence University, cùng một số trường khác.